# Rivolta di Nanchang
La rivolta di Nanchang (in cinese: 南昌起义,  Nánchāng Qǐyì), del 1º agosto 1927, fu uno dei primi episodi della guerra civile cinese tra il Kuomintang (KMT) e il Partito Comunista Cinese (PCC), e costituì il primo grande scontro militare. Seguì allo scioglimento del Primo Fronte Unito e alle purghe lanciate contro il PCC dal Kuomintang durante l'epurazione di Canton e specialmente durante il Massacro di Shanghai che aveva determinato l'inizio alcuni mesi prima.

## Svolgimento
Nell'estate del 1927, nel bel mezzo della purga del Kuomintang contro il Partito Comunista Cinese, questo perse anche il sostegno della fazione del KMT guidata da Wang Jingwei. Zhou Enlai, Liu Bocheng e Li Lisan organizzarono una rivolta a Nanchang. In programma per il 30 luglio, ebbe fine il giorno dopo. Zhu De ricevette ordini dal governo di reprimere il movimento ma, da comunista, si unì ai ribelli apertamente dando loro il sostegno delle sue truppe..
Gli insorti ebbero presto 20 000 soldati ai loro ordini e fondarono il Comitato rivoluzionario del Kuomintang (中國國民黨革命委員會). Alcuni degli ufficiali, in particolare He Long, si consideravano ancora affiliati al partito nazionalista e consideravano la rivolta come parte del confronto interno.

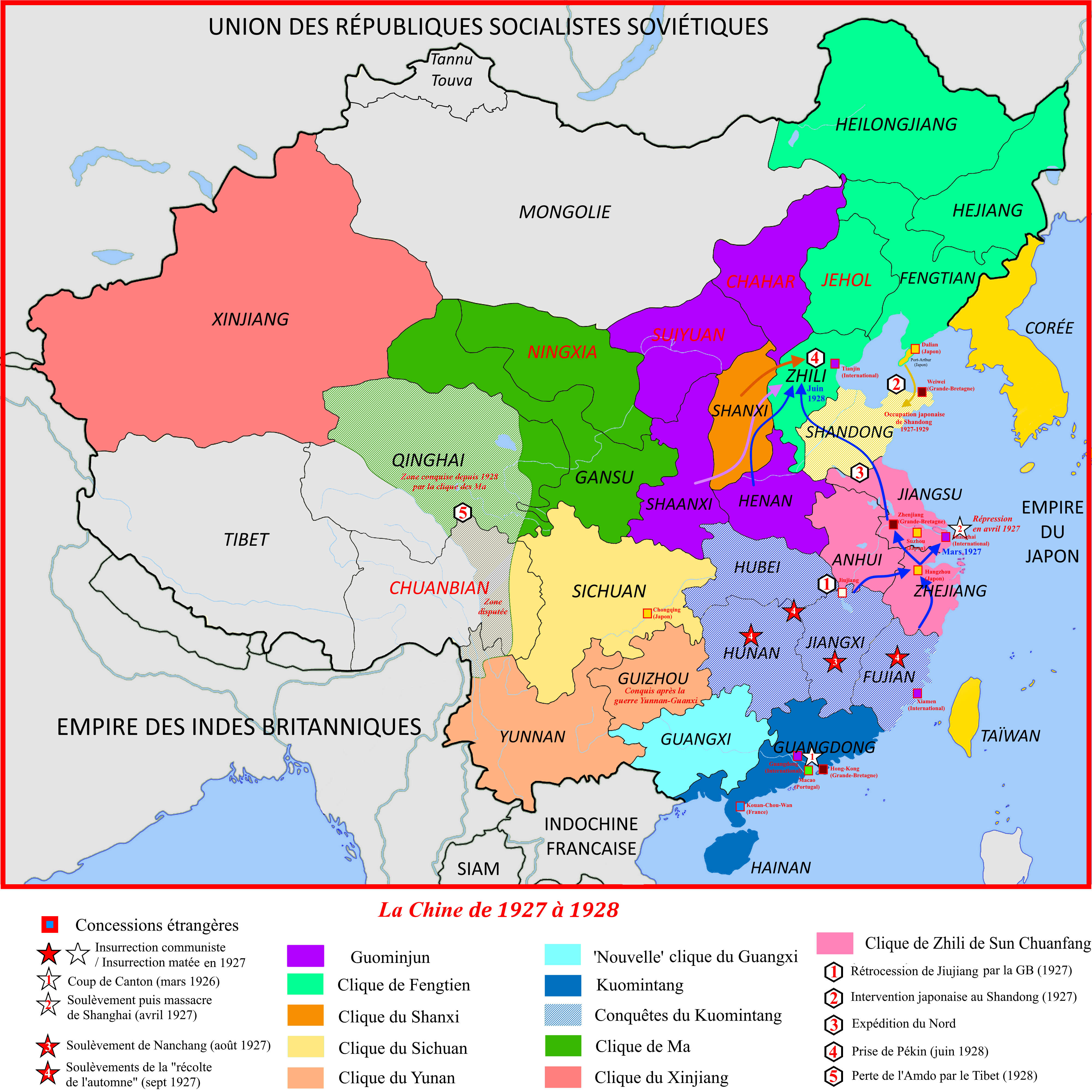
Carta della Cina nel 1927

Le forze comuniste si ritirarono da Nanchang, portando via un grosso carico di armi, per evitare di essere assediate dalle forze fedeli a Chiang Kai-shek. Il loro ritiro iniziò il 5 agosto e li vide viaggiare per circa 600 km verso le regioni costiere della Cina meridionale. Durante la loro avanzata, le truppe ribelli subirono la diserzione di circa un terzo delle loro forze.. Il 20 agosto, furono attaccate dai soldati di Chiang e sconfitti nelle vicinanze di Huichang, perdendo circa un migliaio di uomini. Ciò ebbe l'effetto di convincere anche altri ufficiali e soldati insorti, rimasti fedeli al Kuomintang, a scegliere definitivamente il campo del Partito Comunista. Alla fine di settembre, vennero nuovamente attaccate, perdendo molta della loro forza. Gli insorti furono obbligati a fuggire e si dispersero in diversi piccoli gruppi. Una parte dei sopravvissuti si ritirò sui monti Jinggang ad ovest di Jiangxi. Nell'aprile 1928, le truppe comandate da Zhou Enlai ritornarono nell'esercito di Mao Zedong, dopo aver disertato in seguito al fallimento della rivolta del raccolto autunnale
Il 1º agosto è considerato l'anniversario dell’Esercito Popolare di Liberazione, divenuto, nel 1949, l'Esercito ufficiale della nuova Repubblica Popolare Cinese.

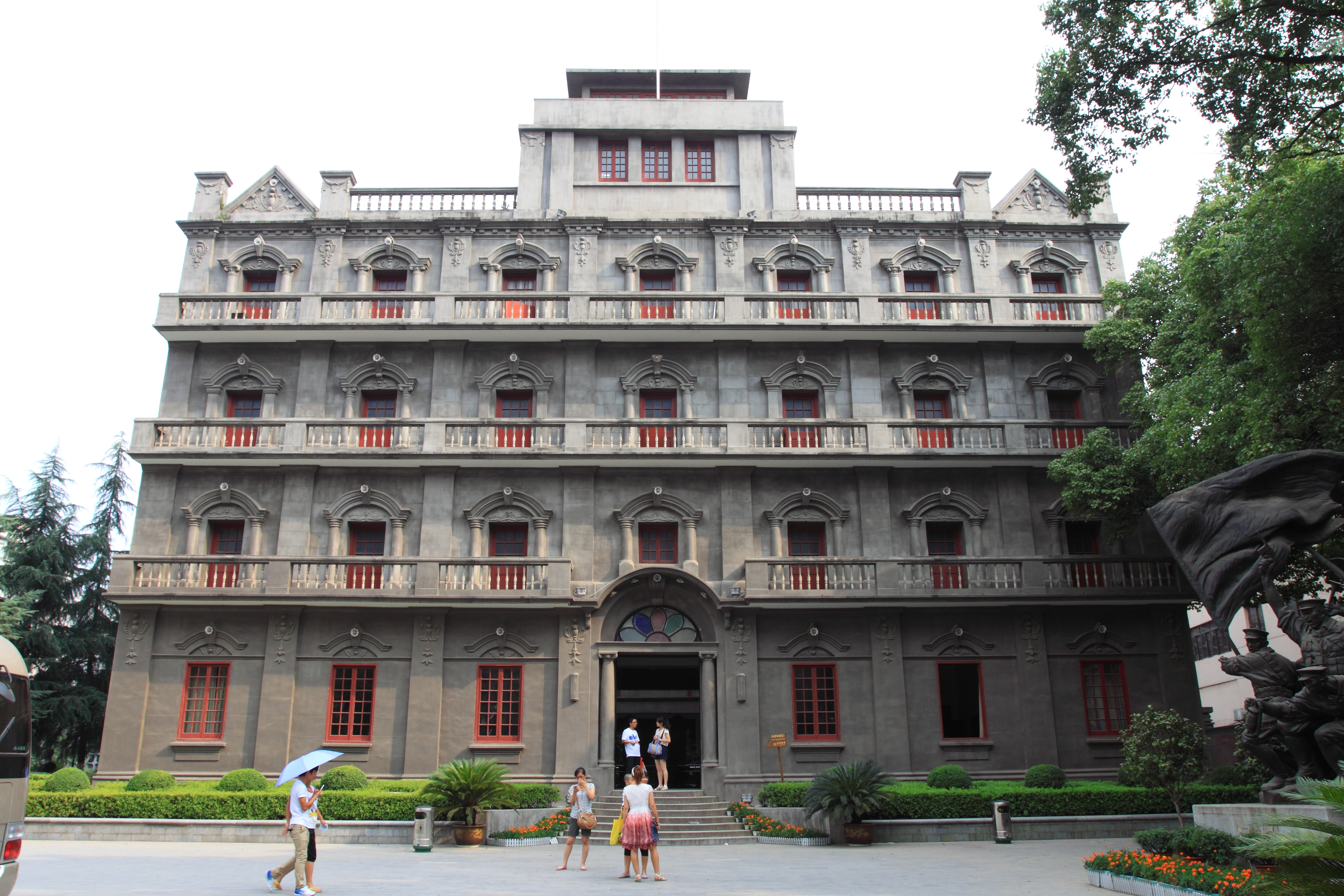
Memoriale della rivolta di Nanchang